# Polikarpow TB-2
Die Polikarpow TB-2 (russisch Поликарпов ТБ-2) war ein schwerer sowjetischer Bomber. Er entstand etwas später als die erfolgreiche Tupolew TB-1 und sollte diese ersetzen. Letztlich erwies sich die TB-3 jedoch als leistungsfähiger und so kam die TB-2 nicht über das Prototypenstadium hinaus.

## Entwicklung
Die TB-2 war ein Doppeldecker mit einem im Vergleich zum Oberflügel extrem kürzeren Unterflügel, welcher auch die beiden BMW VI Lizenzmotoren M-17 trug. Sie bestand aus Holz mit einer Sperrholzbeplankung. Das Tragwerk wurde durch sehr schräge Stiele aus Rundstahl miteinander verbunden. Das Fahrwerk war starr und besaß am Heck einen Schleifsporn.
1927 begannen die Entwicklungsarbeiten unter der Bezeichnung L-2. Im Herbst 1930 nahm das Flugzeug seine Flugerprobung auf. Trotz der aerodynamisch sauberen Formgebung entsprachen die Leistungsdaten zu dieser Zeit schon nicht mehr den üblichen Standards, zudem war auch die Anderthalbdeckerauslegung bei Bombern dieser Größenordnung überholt, so dass dieser Flugzeugtyp nicht in Serie ging.
Das Typenkürzel TB steht für Tjaschjoly Bombardirowschtschik (Тяжёлый бомбардировщик), die russische Bezeichnung für schwere Bomber.

## Technische Daten
| Kenngröße             | Daten                                                      |
| --------------------- | ---------------------------------------------------------- |
| Besatzung             | 5                                                          |
| Länge                 | 17,6 m                                                     |
| Flügelspannweite      | 27,0 m                                                     |
| Flügelfläche          | 128,0 m²                                                   |
| Startmasse            | 6800 kg                                                    |
| Antrieb               | zwei flüssigkeitsgekühlte Zwölfzylinder-Reihenmotoren M-17 |
| Startleistung         | 368 kW (500 PS)                                            |
| Höchstgeschwindigkeit | 200 km/h                                                   |
| Dienstgipfelhöhe      | 6800 m                                                     |
| Reichweite            | 1180 km                                                    |
| Bombenlast            | 800 kg                                                     |